# Carte scolaire
 (janvier 2013).
La carte scolaire est un système d'affectation des élèves dans une école, un collège ou un lycée publics situé dans un secteur géographique où ces élèves sont domiciliés.
On trouve une carte scolaire dans différents pays dont le Japon, la Suède, la Finlande, l'Australie ou la France. L'idée de carte scolaire vient du ministre italien Giuseppe Bottai, qui la lança en 1935 à l'époque du fascisme.
En France, ce système de répartition a été créé en 1963 par Christian Fouchet, ministre de l'Éducation. Il représente deux choses :
- d'une part la répartition géographique des postes d'enseignants
- et d'autre part la répartition des élèves en secteurs d'affectation.

## En Belgique
L'enseignement francophone n'a pas de sectorisation scolaire, mais l'enseignement flamand néerlandophone a mis en place un dispositif d'affectation dans quelques grandes villes, comme par exemple Anvers, Gand et Bruxelles. Les parents émettent des vœux pour certains établissements, et si le nombre de demandes est supérieur au nombre de places, un système de priorité s'applique : d'abord en faveur des élèves d'une même fratrie, puis des enfants du personnel de l'école, ensuite selon les quotas d'élèves défavorisés et non-défavorisés, et finalement sur la proximité géographique de l'école.

## Aux États-Unis
Les États-Unis comptent environ 13 000 districts scolaires avec une responsabilité importante. Le système de busing puis de magnet school a été mis en place pour favoriser la déségrégation. Le découpage des districts favorise la ségrégation raciale et la fuite des blancs : certains districts sont beaucoup plus blancs et riches que la moyenne, d'autres beaucoup moins blancs et riches,. Selon un rapport de l'UCLA, le nombre d'écoles où plus de 90 % des élèves sont non-blancs a triplé depuis 1988.

## Carte scolaire en France

### Origine
La première carte scolaire en France date des années 1960 et tire son origine dans la volonté d'un « État gaullien volontariste, centralisé et planificateur », de réorganiser et de redistribuer l'offre éducative de l'enseignement de second degré. La création de nouvelles structures, les C.E.G. (collèges d'enseignement général) et les C.E.S. (collèges d'enseignement supérieur) doit tenir compte de la démographie des élèves. Cette première carte scolaire « vise ainsi à organiser l’offre éducative sur le territoire et à définir l’aire de recrutement de chaque établissement ».

### Principe général
Pour la France il faut distinguer trois choses :
- la carte scolaire des écoles maternelles et élémentaires qui est déterminée par les conseils municipaux (art. L212-7 du Code de l'éducation) lorsque les communes comportent plusieurs écoles.
- la carte scolaire des collèges qui est déterminée par le conseil départemental (art. L213-1 du Code de l'éducation).
- la carte scolaire établie pour les lycées. Celle-ci est toujours sous le contrôle de l'État. Les conseils régionaux n'interviennent sur les lycées que pour la gestion de l'équipement et de l'aménagement.

Dans les communes qui n'ont qu'une école, c'est l'article L.212-8 du code de l'éducation qui s'applique, c'est-à-dire que les parents résidant à proximité de plusieurs écoles peuvent faire scolariser leurs enfants dans une autre école que celle de leur commune. Par contre la commune de résidence n'est tenue de participer aux frais de scolarisation de la commune d'accueil que si les élèves entrent dans le cadre des 3 cas prévus par l'article L212-8.
La sectorisation permet également à l'Éducation nationale de planifier les ouvertures et les fermetures de classes en fonction du nombre prévisionnel d'élèves. Certains départements, notamment du Midi, ont vu leur population scolaire augmenter tandis que, dans d'autres départements, c'est un tassement démographique qui a eu lieu. La carte scolaire évolue donc d'année en année.
Pour déroger à la carte scolaire jusqu'en 2008, il était nécessaire de demander une dérogation à l'inspecteur d'Académie. Les motifs de dérogation étaient limités :
- Obligations professionnelles des parents
- Raisons médicales
- Continuation de la scolarité dans le même établissement après un déménagement
- Inscription dans un établissement de la ville où un frère ou une sœur est déjà scolarisé

Certaines familles recourent à des subterfuges (légaux ou non) pour obtenir l'intégration dans l'établissement souhaité :
- Fausse domiciliation chez une grand-mère, tante, cousin qui habite sur la zone d'affectation, voire achat d'un logement sur la zone d'affectation de l'établissement voulu.
- Choix d'une option rare (langue par exemple).

En droit, l'administration doit accueillir tous les élèves du secteur (ceux y résidant). Ces élèves sont prioritaires par rapport à ceux résidant en dehors du secteur et demandant une dérogation. Un élève peut être affecté hors de son district lorsqu’il demande une dérogation en ce sens, comme prévu notamment à l’article D211-11 du Code de l’éducation. L'autorité compétente doit toujours prendre en compte l'intérêt supérieur de l'enfant dans la décision d'affectation. Il existe un droit au maintien de l’affectation suite à un déménagement pour les élèves du premier degré. 
Il est possible de contester une décision d'affectation scolaire devant le tribunal administratif.

### Débats
Un des objectifs d'une carte scolaire est de limiter les inégalités scolaires entre élèves. Cependant cette visée du système (ainsi que le principe même de la carte scolaire) ont nourri de très nombreuses controverses, en particulier sur leur efficacité. Ainsi, cela a été un enjeu de la campagne présidentielle de 2007 et Nicolas Sarkozy a promis sa suppression, suppression retardée par Xavier Darcos en 2010 et finalement non réalisée. L'inscription de son enfant dans un établissement de son choix situé hors du secteur d'affectation (ou district pour un lycée) nécessite toujours de déposer une demande de dérogation auprès de l'inspection académique. La gestion des demandes de dérogation est plus ou moins transparente selon les académies. Les informations sont disponibles de façon disparates selon les sites Web des académies.
Les partisans de la carte scolaire, telle Agnès van Zanten, directrice de recherche au CNRS, estiment que c'est un gage d'égalité et que, « les pays qui ont totalement libéralisé la carte scolaire […] sans aucune régulation sont des pays où, globalement, les inégalités scolaires sont les plus fortes ». Elle soutient ainsi que, aux États-Unis, au Royaume-Uni ou en Belgique, des systèmes ponctuels ont été mis en place pour limiter les effets inégalitaires de la suppression de la carte scolaire.
- Les établissements scolaires de certains quartiers de Londres fonctionnent par quotas. Chacun d'eux doit accueillir un tiers d'élèves aux bons résultats, un tiers d'élèves aux résultats moyens, et un tiers d'élèves en difficulté. Le choix des familles est donc limité par ces quotas.
- Des quotas ethniques ont été mis en place dans certaines villes des États-Unis. L'effet est similaire.
- Les chefs d'établissements scolaires belges de certaines régions sont tenus de maintenir un équilibre entre établissements[10].

Des expériences d'assouplissement ont été menées à partir de 1984, et plus récemment dans les lycées parisiens, sans être véritablement évaluées. Selon la FCPE, partisan du maintien de la carte scolaire, elles favoriseraient la concentration des problèmes dans un même établissement et ne feraient donc que renforcer les inégalités. Enfin, l'Inspection générale de l'Éducation nationale a estimé dans un rapport de juin 2008 que la suppression de la carte scolaire renforcerait la ghettoïsation des établissements en favorisant la baisse de la mixité sociale. La Cour des comptes estime quant à elle en novembre 2009 qu'il y a « risque de ghettoïsation » .
À l'inverse, fustigeant les effets pervers de la carte scolaire qui permet seulement à certains parents d'obtenir des dérogations, Philippe Manière écrit dans L'aveuglement français : « la règle, comme souvent en France, n'est incontournable que pour ceux qui n'ont pas de relations. Aux autres, le principe de l'égalité ne s'applique qu'avec une inflexibilité modérée. » De même, Alain Madelin déclarait en 1999 que la carte scolaire conduit à la « ghettoïsation » de la société car « seuls les enfants des couches les plus favorisées ont les moyens de contourner la carte scolaire ». Les opposants à la carte scolaire défendent donc sa suppression ou son réaménagement, arguant qu'ainsi la sélection se fera par le mérite et non par l'argent ou les relations.
Le sociologue François Dubet déclarait pour sa part en 2006 : « La carte scolaire ne marche pas pour deux raisons. D'abord, dans les grandes villes, elle reproduit fidèlement les inégalités entre les quartiers, elle les cristallise et les accroît. Ensuite, une partie de la population […] triche pour éviter le collège de son secteur, ce qui aggrave la situation des établissements difficiles. » Il défend alors l'aménagement de la carte scolaire, qui sera réalisé par le gouvernement Fillon sous le présidence de Sarkozy en 2007.

### Situation actuelle en France
L'opposition à la carte scolaire a rencontré un écho dans plusieurs mesures gouvernementales depuis 2002 en France : Gilles de Robien ou Dominique de Villepin ont pris parti pour le « réaménagement » de la carte scolaire et Gilles de Robien avait permis une dérogation à tous les titulaires de la mention très bien au brevet originaires d'une ZEP. Cette mesure a eu un impact ambigu. D'une part, elle aurait augmenté la mixité sociale dans les lycées favorisés, mais elle aurait globalement réduit la mixité scolaire selon Agnès van Zanten.
Lors de l'élection présidentielle de 2007, Nicolas Sarkozy a demandé sa suppression et Ségolène Royal son réaménagement, « l'idéal étant la suppression ». À l'inverse François Bayrou et Laurent Fabius se sont prononcés très clairement pour son maintien : « Un assouplissement serait un faux libre choix ».
Après l'élection présidentielle du printemps 2007, la carte scolaire fait un retour marqué dans le débat public. Le PCF proteste contre la volonté du gouvernement d'assouplir la carte scolaire, une mesure que le PCF juge « révoltante », en affirmant que « le gouvernement Fillon entend ainsi proclamer purement et simplement la fin de l'école de la République ».
En décembre 2007, Xavier Darcos confirme la suppression de la carte scolaire. Dès la rentrée 2007, les dérogations à la carte scolaire sont facilitées mais la mesure à la carte scolaire, prévue pour la rentrée 2010, n'a pas été réalisée. Pour le ministère de l'Éducation nationale, c'est une manière de favoriser l'égalité des chances et la diversité sociale au sein des établissements scolaires mais aucune étude n'a validée cette affirmation.
En 2010, une enquête menée par le Syndicat national des personnels de direction de l'Éducation nationale (SNPDEN), souligne selon Le Monde que « le paysage se radicalise », « les bons établissements attirent tous les bons élèves et les collèges ou lycées moyens sont tirés vers le bas ».
À la rentrée 2012, Vincent Peillon, ministre de l'Éducation nationale, annonce un rétablissement de la carte scolaire en arguant que « toutes les études montrent [les] effets négatifs [de sa suppression] ».
À la rentrée 2013, la situation n'a guère évolué. L'inscription des élèves se fait toujours prioritairement dans le lycée de secteur, c'est-à-dire le plus proche du domicile, en fonction des places disponibles. Mais la notion de secteur, s'étend aussi de façon plus large aux trois lycées les plus proches pour pallier les déficits de place éventuels. Mais ce n'est pas le seul critère. D'autres paramètres entrent en compte : l'appartenance à une fratrie (regroupement des enfants d'une famille dans un même lycée), le choix d'une section spécifique démarrée en collège (exemple le grec), le fait d'être boursier ou non, les élèves en classe bi-langue en collège bénéficiant d'un quota de points supplémentaires attribués pour le lycée ayant la même option bi-langue, etc. Le tout étant géré par un logiciel spécifique dénommé Affelnet. Enfin, notons qu'en lycée, l'apparition des « enseignements d'exploration » spécifique à la classe de seconde sert aussi à justifier une dérogation. En effet, ces enseignements (à choisir parmi une liste d'enseignements proposés), sont nombreux et ne sont pas tous disponibles dans chaque établissement (certaines demandent à la fois des professeurs et de l’équipement parfois spécifiques).
En 2018, la situation à Paris est telle que le recteur de l'académie de Paris, Gilles Pécout, parle d'une « ville de ségrégation ». Il existe des écoles à population majoritairement blanche et favorisée, et d'autres majoritairement noires et défavorisées, alors que beaucoup de parents contournent la carte scolaire avec l'enseignement privé, les fausses domiciliations ou les enseignements rares,. Les travaux de Thomas Piketty portant sur Paris constatent « un niveau absolument extrême de ségrégation sociale » : certains établissements n'accueillent quasiment aucun élève défavorisé, d'autres plus de 60 %. L'indice de ségrégation des collèges y est d'environ 15%, contre 13 % dans l'académie de Versailles et 11 % dans celle de Créteil.
Une importance réforme a été entreprise en 2021 dans l'académie de Paris, avec le système affelnet ayant entrainé une meilleure mixité sociale.
Selon une étude de l'INSEE parue en 2018, les collèges français ont « une forte hétérogénéité selon l'origine sociale des élèves », avec deux causes principales. La première est la ségrégation résidentielle en amont, c'est-à-dire que les élèves habitant des quartiers défavorisés sont scolarisés dans les « collèges difficiles », les élèves résidant dans des quartiers favorisés dépendent d'un « bon collège ». La deuxième est le recours à l'enseignement privé par les familles les plus favorisées, qui s'observe particulièrement à Paris. Le choix d'un collège public autre que le collège de secteur joue un rôle marginal.

## Aux Pays-Bas
Dans certaines communes, essentiellement des grandes villes, un système de carte scolaire est mis en place. Il vise à éviter la fuite des blancs et ainsi avoir une mixité des écoles. À Amsterdam par exemple, les parents qui n'inscrivent pas leurs enfants dans leur quartier et choisissent un autre établissement courent le risque d'être tirés au sort si le nombre de places y est insuffisant.
Une étude menée dans la province d'Utrecht y a trouvé un niveau de ségrégation élevé dans les écoles primaires. Les parents autochtones d'un niveau éducation élevé inscrivent très tôt leur enfant, parfois dès l'âge d'un an, afin de lui garantir une place dans des établissements blancs et aisés lorsqu'il aura trois ans. Les enfants d'origine marocaine ou turque, ou ceux ayant des difficultés importantes n'y ont pas accès.

## Au Royaume-Uni
En Angleterre en 2019, 60 % des parents demandent une école autre que la plus proche de chez eux, principalement pour que les résultats soient meilleurs. Selon une étude de 2017, plus d'un quart des écoles primaires et 40 % des élèves des écoles secondaires étaient ségréguées selon des critères ethniques ou sociaux.
En Écosse, les conseils locaux définissent des zones géographiques autour des écoles (anglais : catchment areas) : si un élève vit dans cette zone, il sera envoyé dans l'école correspondante. Il est possible de demander une autre école que celle attribuée mais ce choix dépend du nombre de places disponibles.
La ségrégation en Irlande du Nord a pour conséquence que les élèves catholiques et protestants se mélangent peu.